# Holisme
Holisme (Grieks: holos: volledig, geheel) is het idee, dat de eigenschappen van een systeem - bijvoorbeeld een fysisch, biologisch, technisch, chemisch of economisch systeem, niet afdoende kunnen worden verklaard door slechts de som van zijn samenstellende delen of componenten te nemen. 'Het geheel is meer dan de som der delen'.

## Oorsprong
De term, samen met het bijvoeglijke naamwoord holistisch, werd als neologisme gemunt door Jan Smuts, in de vroege jaren 1920. De Zuid-Afrikaanse militair en staatsman Smuts, beïnvloed door Charles Darwin 's evolutietheorie, definieerde holisme als "De tendens dat zich in de natuur gehelen vormen, die groter zijn dan de som der delen, door creatieve (scheppende) evolutie". In zijn wereldbeeld van het inclusieve holisme diende er een nieuwe wereldorde te komen, waarin het 'blanke ras', net als in het  Britse Rijk, de dienst moest uitmaken (vergelijk "the white man's burden").

## Holisme vs reductionisme en atomisme
Holisme wordt soms beschreven als tegengesteld aan reductionisme. De verdedigers van het wetenschappelijk reductionisme stellen dat holisme beter als het tegendeel van "gulzig - radicaal - reductionisme" (Bas Haring) kan worden beschouwd. Het holisme kan daarnaast ook tegenover het atomisme worden gesteld. 
Sommige critici menen dat het holisme een kunstmatige kruising tussen het  creationisme en de evolutietheorie is.

### Theorie van hiërarchie van eenheden
Eén theorie van het holisme gaat uit van de hypothese, dat de natuur uit een hiërarchie van "eenheden" of "gehelen" bestaat, of "holons", een door Arthur Koestler gemunte term. Deze "gehelen" zijn quarks, protonen, atomen, moleculen, organellen, cellen, weefsels, organismen, populatie en vormen uiteindelijk de aardse biosfeer en het heelal. 
In de emergentietheorie vormen deze "gehelen" verschijnselen, die op zich reductionistisch verklaarbaar, maar niet deterministisch, vanuit hun samenstellende onderdelen voorspelbaar zijn.

## Voorbeelden
Holisme is verwant aan complexiteit. Elk geheel ontleent kenmerken aan de samenstellende delen, maar ook, en wellicht meer, aan de samenhang of ordening van die delen, plus hun interactie.
Een voorbeeld: een toneelvereniging geeft een theatervoorstelling met acteurs die dat geen van allen in hun eentje kunnen. Doel, gedragsafspraken, frequentie van vergaderen, rolverdeling en tientallen andere relaties bepalen samen het geheel.
Zo ook is het atoom een verzameling, van een of meer elektronen rondom een atoomkern, die, door hun organisatie en interactie, samen een hoger niveau van stabiliteit vertonen dan de delen afzonderlijk zouden doen. Was dat niet het geval, dan zou het atoom nooit kunnen ontstaan, of zou het instabiel zijn en dus een beperkte levensduur hebben. Het woord 'atoom' werd voor het eerst gebruikt door Democritus (Grieks a-tomos = on-deelbaar).

## Levensovertuiging
Holisme is ook de benaming voor de levensovertuiging dat alles onlosmakelijk met elkaar verbonden is. Een holist ziet zichzelf voortdurend als deel van het geheel, en beschouwt de ander, hetzij mens, dier, plant of voorwerp, als een andere ik. De holist ziet afgescheidenheid als een illusie, gecreëerd door het denken.
In esoterische en New Age kringen is holisme om deze reden populair. Een in dit verband belangrijke naam is die van Ken Wilber, die zich door het idee van The Great Chain of Being liet inspireren.

## Politiek holisme
Politiek holisme staat tegenover politiek atomisme. Terwijl politiek atomisme de maatschappij opvat als bestaande uit louter individuen, ziet het politiek holisme de maatschappij als opgebouwd uit méér dan de som van individuen. In de holistische benadering spelen sociale invloeden ook een rol. Invloeden van politiek holisme kunnen divers zijn, en worden teruggevonden in uiteenlopende ideologieën als  het conservatisme, nationalisme en het socialisme, terwijl het liberalisme, vaak tegen wil en dank, nogal eens als atomistisch wordt afgeschilderd.

## Filosofie
De psychologie, de filosofie van de geest en de taalfilosofie kennen ieder een holistische stroming. Het taalfilosofische semantisch holisme stelt dat de betekenis van elk individueel woord, of van iedere zin, enkel begrepen kan worden via zijn relaties tot een groter taalsegment, of zelfs tot de taal in zijn geheel. In de filosofie van de geest beschrijft de holistische benadering een mentale toestand, aan de hand van haar relaties tot andere mentale toestanden. In dit verband spreekt men van inhoudsholisme (content holism) of "holisme van het mentale" (holism of the mental). Dit holisme wordt geassocieerd met filosofen als Frege, Wittgenstein en Quine.

## Gezondheidszorg
Binnen de gezondheidszorg is de holistische visie het idee, dat gezondheidsproblemen ontstaan als gevolg van interacties tussen meerdere invloeden, en dat de behandeling gekozen moet worden op basis van deze gezamenlijke invloeden: fysiek, psychosociaal en psychosomatisch.

## Verder lezen
- Smuts, Jan C.: Holism and Evolution, 1926 MacMillan, Compass/Viking Press 1961 reprint: ISBN 0-598-63750-8, Greenwood Press 1973 reprint: ISBN 0-8371-6556-3, Sierra Sunrise 1999 (mildly edited): ISBN 1-887263-14-4
- Anker, Peter: Imperial ecology: environmental order in the British Empire, 1895-1945, Harvard University Press, 2001, p. 127
- Hagenaar, Edith: Holisme, de kern uitgelegd, 2007, Palaysia Productions, ISBN 978-90-76541-600
- Hayek, F.A. von. The Counter-revolution of Science. Studies on the abuse of reason. Free Press. New York. 1957.
- Mandelbaum, M. Societal Facts in Gardner 1959.
- Phillips, D.C. Holistic Thought in Social Science. Stanford University Press. Stanford. 1976.
- Dreyfus, H.L. Holism and Hermeneutics in The Review of Metaphysics. 34. pp. 3–23.
- James, S. The Content of Social Explanation. Cambridge University Press. Cambridge, 1984.
- Harrington, A. Reenchanted Science: Holism in German Culture from Wilhelm II to Hitler. Princeton University Press. 1996.